# Nový královský palác
Nový královský palác je výraz, který se někdy používá pro soubor budov v západní části Pražského hradu, zvnějšku sjednocené za císařovny Marie Terezie pod jednotnou fasádu. 

## Historie

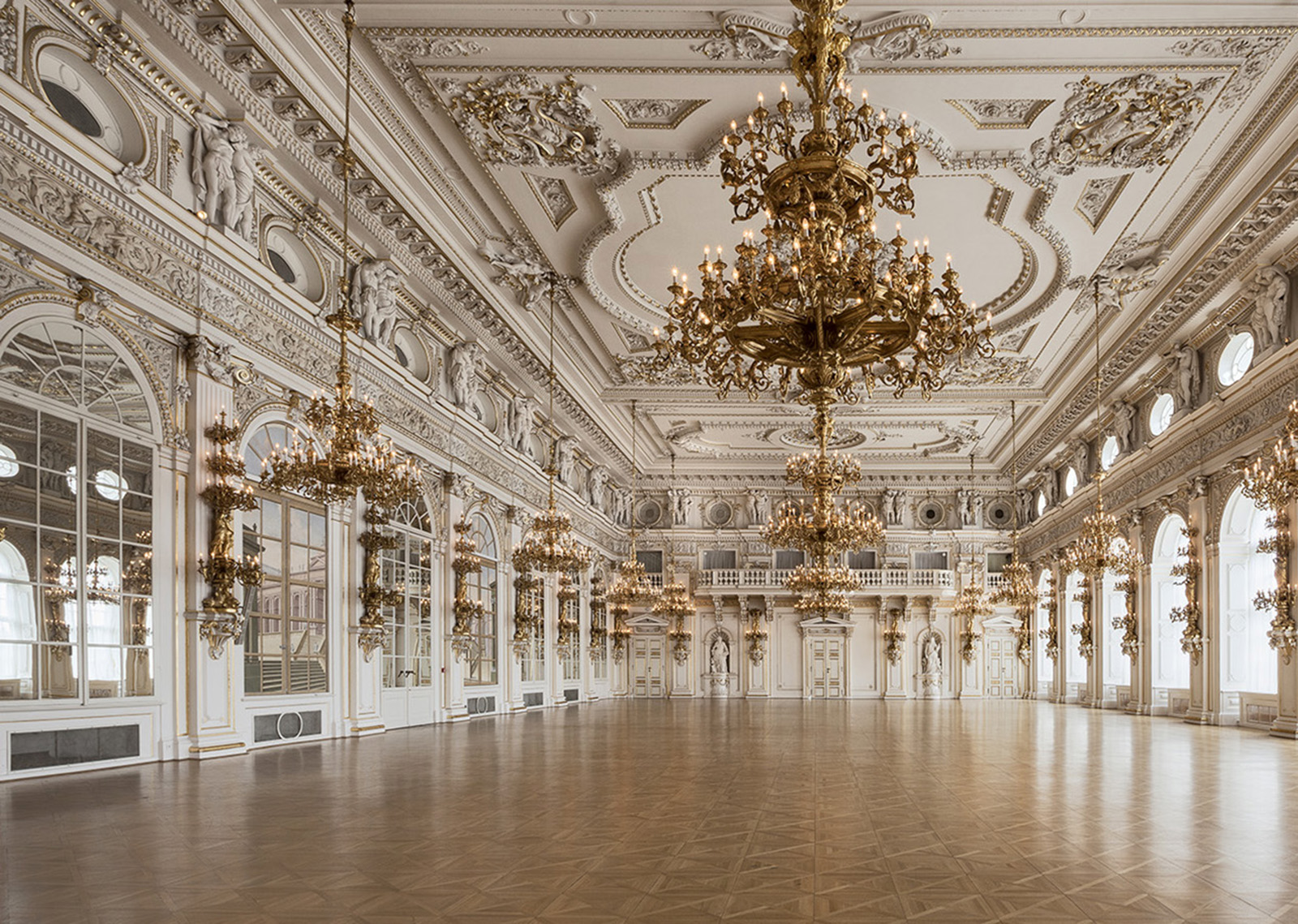
Reprezentativní Španělský sál

Ve středověku panovník sídlil ve Starém královském paláci, od renesance si habsburští panovníci stavěli nové palácové budovy na západ od něj. V letech 1753–1775 provedl sjednocení vnějšího vzhledu různých budov vídeňský architekt Nicolò Pacassi. Jednotlivá palácová křídla obklopují hradní nádvoří.
K nejvýznamnějším prostorám patří Španělský sál, Obrazárna Pražského hradu a prostory Kanceláře prezidenta republiky.

## Vstupní křídlo
Vstupní neboli západní křídlo obklopuje čestný dvůr, který tvoří I. hradní nádvoří a slavnostní vstup z Hradčanského náměstí. Prostor nádvoří na jihu a severu obklopují tzv. výběžky vstupního křídla. Za severním výběžkem se nachází IV. nádvoří se zahradou na Baště a vstupem do Španělského sálu.
- Matyášova brána
- Plečnikova Sloupová síň
- Rothmayerův sál
- Šatna Španělského sálu
- Pacassiho schodiště
- Kostel Panny Marie

## Severní křídlo
Severní křídlo umožňuje vstup od Královské zahrady přes Prašný most na II. nádvoří. Původně zde byly rozlehlé stáje pro španělské koně Rudolfa II.
- Španělský sál
- Rudolfova galerie
- Klínová chodba
- Obrazárna Pražského hradu
- Císařská konírna – výstavní prostor

## Střední křídlo
Odděluje II. a III. nádvoří. Původně zde bývala Kunstkomora Rudolfa II. se sbírkou různých uměleckých předmětů a kuriozit.
- Široká chodba
- Nové salony
- Nová galerie
- Kaple svatého Kříže
- Matematická věž – zaniklá
- Bílá věž – původní západní vjezd do hradu
- Kancelář prezidenta republiky

## Jižní křídlo
Nové budovy královského paláce se začaly budovat západně od starého paláce podél dnešního III. nádvoří a pokračovalo se až podél II. nádvoří.
- Vstupní vítací salonek
- Trůnní sál
- Brožíkův salon
- Habsburský salon
- Skleněný salonek
- Malý salonek (toaletní pokoj císařoven)
- Zrcadlový salon
- Salonek s krbem
- Hudební salon
- Společenský salon (bývalá jídelna)
- Janákova hala
- Oktogon s osmibokým půdorysem, bývalá dvorní kaple sv. Václava (1644)
- Stará síň s trámovým stropem
- Masarykova knihovna
- Presidentský balkon
- Býčí schodiště